# E4
E4 е туристически маршрут, част от европейските маршрути за пешеходен туризъм. Започвайки от Тарифа, Андалусия, маршрутът преминава през Испания, Франция, Швейцария, Германия, Австрия, Унгария, Румъния, България, Гърция и завършва в Кипър. Дължината му е повече от 10 000 километра.

## Българска част
Българската част от маршрута е известна със същото име, както и с името Петте планини и е популярен туристически маршрут също както Ком – Емине, който пък е част от E3. Маршрутът преминава през планините Витоша, Верила, Рила, Пирин и Славянка. Дължината му е около 260 километра и обикновено се изминава за около 12 – 13 дни.
Сред хижите по пътя са Алеко, Ловна, Мальовица, Рибни езера, Македония, Яворов, Вихрен, Тевно езеро, Попови ливади и Славянка. Начална точка обикновено е квартал „Драгалевци“, а крайната – Гоцев връх.
През 2019 година ултрамаратонецът Калоян Пейчев поставя рекорд за скоростно преминаване на маршрута от 51 часа и 8 минути.